# パンタ (歌手)
パンタ（PANTA、本名：中村治雄（なかむら はるお）、1950年2月5日 - 2023年7月7日）は、日本のロックヴォーカリスト、作曲家、作詞家、俳優。頭脳警察のボーカル。PANTA & HALとしても活動。
荻野目洋子のプロデュースや制服向上委員会、チェッカーズ、沢田研二ら多くのアーティストの作品も手掛けている。
左利きである。

## 来歴・人物
埼玉県所沢市出身。
1960年代には、短期間グループサウンズ本田竹広の「モージョ」に参加したことがある。関東学院大在学中の1972年に頭脳警察を結成してデビュー。バンド名は、フランク・ザッパが率いるザ・マザーズ・オブ・インヴェンションのファースト・アルバム「フリーク・アウト!」（1966年）の収録曲「フー・アー・ザ・ブレイン・ポリス?」から取ったものである。ステージ上で自慰行為をするなどの過激なパフォーマンスを展開。ジャケットに3億円強奪事件の容疑者の手配写真を使用したりもした。1975年に頭脳警察を解散後、ソロ活動を経て、1977年にPANTA&HALを結成した。1981年にPANTA&HALを解散し、再びソロ活動を行う。ソロ転向後は、他のアーティストへの楽曲の提供や、ジャンルを超えたアイドルのプロデュースなども手がける。特に、1989年には荻野目洋子、チェッカーズ、沢田研二などに楽曲を提供した。提供曲に「ムーンライト・サーファー」（石川セリ、高樹澪、渡辺美里、かとうれいこ）「スノー・キャンドル」「パール・スター（真珠星）」「Fairy Tales」（以上3曲は石川セリのみ）「Vacance」（岩崎良美）などがある。
反戦平和・反原発のアイドルグループ、制服向上委員会が上演したロックミュージカル『ドン・ジョヴァンニ』の音楽監督もつとめた。その一方で、サザンオールスターズの桑田佳祐が監督した映画『稲村ジェーン』に役者として初出演してから、俳優業へも活動の舞台を広げている。
また『新世紀エヴァンゲリオン』『攻殻機動隊』シリーズなどのアニメ作品や恋愛シミュレーションゲームのファンであると公言、サバイバルゲームに熱中するなどオタク文化への造詣も深い。1978年に出版されたワンボードマイコンTK-80のゲームプログラム集『マイコンゲーム21』（岸田孝一編）では、当時のバックバンドHALのテーマ曲「HALのテーマ」を掲載したいという編著者の申し出を快諾し、非力であったTK-80で演奏できるよう譜面を書き直して提供した。
解散した日本赤軍の元最高幹部であった重信房子と交友関係があったため、共作の曲を中心としたアルバムも発表している（後述）。
2021年、PANTAと親交のあった鮎川誠率いるロックバンド・シーナ&ロケッツとの対バン（ジョイント）コンサートが企画されていたが、肺疾患を患っていたことがわかる。このため上記ジョイントコンサートを含め、治療専念のため公演活動を一時停止・延期することが発表された。その後肺がんと診断されるが、病名を伏せて療養を行い、2022年に病状も安定したため、部分的なステージ活動の再開をしていた。
2023年2月、上記のシーナ&ロケッツとの対バンコンサートの延期公演の開催が決定し、今回休養以来初めてとなるフルバンド体制で出演する予定になっていた。ところが、鮎川が2022年12月に病気のため療養に専念せざるを得なくなり、シーナ&ロケッツの出演をやむを得ず断念。PANTAの病気による休養で延期された公演を、今回用意したセットリストが演奏できない可能性があることや「公演延期のために鮎川に無理をさせたくない。治療に専念してもらいたい」というPANTAのたっての希望もあり、公演を頭脳警察単独ライブに変更し、「魂の演奏」を披露することと、鮎川の回復次第で演奏活動を再開した際は「必ず対バンライブを行う」ことを約束していた。
しかし、鮎川は2023年1月29日に死去した。PANTAも2月1日に体調が急変し緊急入院をせざるを得なくなり、延期公演自体を再び中止にすることになった。主催者のduo MUSIC EXCHANGEは、「ライブは一昨年11月に行う予定が長期間延期されていたこともあり、再度の延期ではなく中止と決定しました」としたが、PANTAは「発熱の中で（新型コロナウイルスの）ワクチン接種に、這うようにしてクリニックに行ったところ、『ワクチン（の接種）どころではない』と救急車を呼ばれ、緊急病棟に強制入院。コロナは陰性だが、絶対安静を強制されています。担当医に『2月6日のライブだけは、何とかやらせてくれ』と頼み込みましたが、それも叶わず。死と引き換えにはできないと言い返されるほどの重症の肺炎を引き起こしてしまったらしく、絶対安静を命じられてしまいました（中略）。実現しなかったシナロケとのデュオですが、ちょっと弔いライブを延期させてもらいます。鮎川と異次元同士のジョイントも、〝やらなけりゃロックやなか〟と言い返したい自分が待ってる…」と、追悼公演の形での将来的な対バンライブの延期開催も示唆している。
同年4月15日自身のYouTubeチャンネルにて生還報告の動画を出した。
同年7月7日午前10時44分、肺がんによる呼吸不全と心不全のため死去。73歳没。

## 経歴
- 60年代、「モージョ」に短期間参加。グループ・サウンズの「ピーナツバター」結成。その後、グループ・サウンズとロックの過渡期的なバンド「スパルタクス・ブンド」結成に参加[13]。
- 1970年 - 1975年 「頭脳警察」として活動[1]。
- 1975年 - 1977年 ソロ活動[1]。
- 1977年 - 1981年 「PANTA & HAL」として活動[1]。
- 1981年 - 1990年 ソロ活動[1]。
- 1990年 - 1991年 1年限定で「頭脳警察」再結成[1]。
- 1991年 - ソロ活動。
- 2001年 -「頭脳警察」再々結成。
- 2021年、18歳で結成した「ピーナッツバター」を52年ぶりに再結成し、3月24日にデビューミニアルバム『PANTA18歳 頭腦警察結成前夜 PEANUT BUTTER』を発表[14]。

## ディスコグラフィ
7インチEP
- レーザー・ショック（1982年）
トヨタ・カムリ（２代目）・トヨタ・ビスタ（初代）共通CMソング

アルバム
- PANTAX'S WORLD（1976年）
- 走れ熱いなら（1977年）
- マラッカ（1979年）
- 1980X（1980年）
- TKO NIGHT LIGHT（1980年）LIVE盤
- KISS（1981年）
- 唇にスパーク（1982年）
- 浚渫(SALVAGE)（1983年）
- 16人格（1984年）
- Don't Forget Yesterday 反逆の軌跡（1985年）
- 闇からのプロパガンダ R*E*D（1986年）
- クリスタルナハト（1987年）
- NAKED（1988年）LIVE盤
- P.I.S.S.（1989年）
- プラハからの手紙*PLUS（1993年）
- NAKED II（1998年）LIVE盤
- 波紋の上の球体（2002年）
- 2002 NAKED TOUR（2005年）LIVE盤
- PANTA&HAL LIVE!1980.11.2（LIVE盤）
- CACA（2006年12月24日）
- オリーブの樹の下で（2007年8月10日）
  - アコースティックユニットの「響」として発表。「母への花束」、「七月のムスターファ」以外の歌詞を、解散した日本赤軍の最高指導者だった重信房子が書いている。また、「母への花束」は重信の娘である重信メイ（赤軍とは無関係）が歌詞を書いており、「Leila’s Ballade」では、英語訳詞を担当している。また、「Leila’s Ballade」以外は、パンタが歌詞を補作している。

## 出演

### 映画
- 稲村ジェーン（1990年、東宝）- 金目鯛船船長
- ファー・イースト・ベイビーズ（1993年）
- 天使に見捨てられた夜（1999年、日活）- 富永洋平
- SHINJUKU LOFT BOOTLEG 1999（1999年）
- MOONRIDERS THE MOVIE 「PASSION MANIACS マニアの受難」（2006年、メディアクラフト/ホワイトノイズ・プロダクション）
- 幽閉者(テロリスト)（2007年、スローラーナー）
- キャプテントキオ（2007年、プログレッシブ・ピクチャーズ/ディーライツ）
- アナーキー（2008年、日本出版販売）
- カムイ外伝（2009年、松竹）- 絵師
- ドキュメンタリー 頭脳警察（2009年、トランスフォーマー）
- 眼球の夢（2016年、太秦）- 蟻塚義晴
- 沈黙 -サイレンス-（2017年、KADOKAWA）- ヨヘイ
- いぬむこいり（2017年、太秦）- ナマゴン
- ナミヤ雑貨店の奇蹟（2017年、松竹、KADOKAWA）- 皆月良和
- SUKITA 刻まれたアーティストたちの一瞬（2018年、パラダイス・カフェ フィルムズ）
- 食べる女（2018年、東映）- お客さん
- 真っ赤な星（2018年）
- zk 頭脳警察50 未来への鼓動（2020年）

## 音楽担当・提供

### 映画
- 叫びと囁き カンブチア難民からの報告（1980年）- 音楽担当
- 天使に見捨てられた夜（1999年、日活）- 挿入歌「雨の化石」提供
- キャプテントキオ（2007年）- 音楽担当
- 間寛平 -「大阪で生まれた男」提供

### 楽曲
- 沢田研二 -「月の刃」（1991年）作詞・作曲